# Сару-хан Талыш
Амир Сару-хан Мехрани, известный как Сару-хан Талыш (Астара, Гилян — 1653) — был потомственным правителем Астаринской области, дипломатом и одним из военачальников времен правления шаха Аббаса Великого, шаха Сафи и шаха Аббаса II . Он один из 92 великих эмиров шаха Аббаса Великого. В начале правления Шаха Сафи ему было поручено подавлять повстанцев во время восстания Гариб Шаха в Раште и Лахиджане. Во время нападения султана Мурада IV на Багдад он был среди лидеров Шаха Сафи, а в конце войны он отправился в Рим от имени Ирана, подписал и обменялся мирным договором с Мустафой-пашой, премьер-министром и представителем Ирана. османское правительство.

## Родословная и жизнь Сару-хана
Сару-хан Мехрани был сыном Хамза-хана и внук Байяндур-хана. Род Мехрани владел Астарой по наследству со средних веков. После неудачного восстания Амира Кубад-хана, правителя Астары, против шаха Тахмасаба I, правительство Астары было передано Байяндур-хану. Байяндур-хан правил Астарой долгие годы. Он всегда был верен правительству Сефевидов и сыграл важную роль в подавлении восстания Ахмед-хана в 975 году хиджры. Наконец, его сын Хамза-хан отстранил его от правительства и взял на себя управление делами.
Амир Хамза-хан Талыш уже некоторое время был настроен на восстание. Он восстал в 1000 лунном году и укрылся в замке Шиндан. Зульфикар-хан Караманлу, правитель Ардебиля, вместе со своей армией осаждал замок Шиндан в течение 9 месяцев, но не смог его захватить. Наконец, Хамза-хан написал шаху письмо и объяснил давнюю вражду Фархад-хана Караманлу и Зульфикара-хана Караманлу, детей Хусам-бека Караманлу, с его династией. Исходя из этого, он поставил сдачу замка в зависимость от отправки Хоссейна-хана Шамлу от шаха и гарантии безопасности его жизни и его семьи. После этого он сдал замок Шиндан Хосейн-хану Шамлу и на корабле из Астары уехал в Ширванскую провинцию. Два старших сына Хамза-хана были убиты в Казвине по приказу шаха. Остальным четырем его сыновьям, несовершеннолетним, разрешили поехать в Ширван вместе со своим отцом. Когда Хамза-хан прибыл в Ширван, его приветствовал Ахмад-паша Бигларбейги из Ширвана. Ахмед-паша подготовил место для пребывания Хамза-хана в своей столице Шемахе . Через некоторое время Хамза-хан был убит двумя своими бывшими соратниками.

Мирза Мохаммад Тахир Вахид Казвини, описывая Сару-ана как одного из великих личностей Ирана в эпоху шаха Сафи пишет:
Сару-хан Талыш был правителем Астары и Талыша с начала правления Хумаюна и до конца его дней, и как говорилось ранее, примирение с римлянами произошло благодаря его усилиям. Это был человек, известный своей мудростью, тактом и аккуратностью. До конца своих дней он занимался этим делом и во второй раз получил повышение.
Адам Олеарий был посланником Фридриха III во главе дипломатической делегации при дворе Сефевидов. Олеарий вошел в Иран 24 ноября 1636 года Юлини . На обратном пути на родину он 1 января 1638 года вошел в Гилян и прошел через Астару вдоль Каспийского моря. Олеарий пробыл в Астаре с 4 по 7 февраля В своей книге путешествий он описал Сару-хана следующим образом:
[4 февраля]… Когда мы прибыли под Астару, астаринский хан вышел навстречу нам с большим количеством всадников, приветствовал послов и направил нас к домам посреди лесистых садов, которые они назначили для нашего ночлега… Хан Астары, которого звали Сару-хан, был старик знающий и в то же время добрый и любящий. По окончании месяца Рамадан и окончания дней поста, совпавшего с шестым февраля, хан Астары устроил в своем доме банкет, куда пригласил послов и высокопоставленных членов посольства, и дал подробный прием. Во время разговора он рассказал о войне с Гариб Шахом Гиланским и представил трофеи, добытые им на этой войне, в том числе синюю шелковую скатерть, расшитую золотом и имевшую большую ценность. Он кормил нас за одним столом. Сару-хан пользовался особым вниманием и заботой шаха Сафи. По его словам: следующей весной шах должен был отправить его в Индию послом.